# 인텔 관리 엔진
인텔 관리 엔진(Intel Management Engine, ME, Manageability Engine)은 2008년 이후로 인텔의 실질적으로 모든 프로세서 칩셋들에 통합되는 자율적인 하위 시스템이다. 이 하위 시스템은 주로 컴퓨터가 실행 중에, 최대 절전 상태에서, 또 부팅 중에 작업들을 수행하는 별도의 마이크로프로세서에서 실행되는 사유 펌웨어로 이루어진다. 이는 시스템이 꺼져있을 때 실행이 계속된다. 인텔은 완전한 성능을 제공하는데 ME가 필요하다고 주장한다. 구체적인 동작들은 대부분 문서화되어 있지 않으며 해당 코드는 하드웨어에 직접 저장된 조건적 허프만 테이블을 사용하여 난독화되어 있으므로 펌웨어는 콘텐츠를 디코드하는데 필수적인 정보를 포함하고 있지 않다. 인텔의 주 경쟁사 AMD는 2013년 이후의 실질적으로 모든 CPU에 플랫폼 보안 프로세서(Platform Security Processor, PSP)라는 이름의 동등한 기술을 포함하고 있다.

## 같이 보기
- 인텔 AMT 버전